# Santiago Lamanna
Santiago Lamanna, vollständiger Name Santiago Lamanna Misak, (* 4. Februar 1992 in Montevideo) ist ein uruguayischer Fußballspieler.

## Verein
Der nach Angaben seines Vereins 1,73 Meter große Offensivakteur Lamanna stand in den Spielzeiten 2009/10 bis 2011/12 in Reihen der Montevideo Wanderers. In der ersten Saison sind dort in der Clausura 2010 drei Einsätze in der Primera División verzeichnet, während er 2010/11 zehnmal zum Zuge kam. In der Apertura 2011 werden zwei weitere Spiele für ihn geführt, in denen er eingewechselt wurde. Ein Ligator erzielte er bei den Wanderers nicht. Zur Saison 2012/13 wechselte er innerhalb der Liga auf Leihbasis zu El Tanque Sisley. In jener Spielzeit absolvierte er 21 Partien in der Liga und bestritt anschließend auch in der Copa Sudamericana 2013 beide Spiele des Klubs. In der Spielzeit 2013/14 weist er 12 Saisoneinsätze (fünf Tore) auf. Zur Apertura 2014 kehrte er zu den Montevideo Wanderers zurück. In der Saison 2014/15 und darüber hinaus wurde er bislang (Stand: 11. September 2016) weder in der Primera División eingesetzt noch ist eine Kaderzugehörigkeit verzeichnet.